# ウル王朝のゲーム
ウル王朝のゲーム（ウルおうちょうのゲーム）またはそのまま英語読みでロイヤルゲーム・オブ・ウル（Royal Game of Ur）とは、紀元前3000年初頭頃から古代メソポタミアで行われていた2人用対戦ボードゲーム。現在判明している双六型のゲームとしては最古級のものとされ、一部のテーブルゲームのルーツの可能性も指摘される。ゲーム名は通称であり、20世紀にイギリスの考古学者レオナード・ウーリー卿によるウルの王墓発掘調査で発見されたことに由来する。
このゲームは古代の中東地域において社会階級を問わず広く親しまれ、スリランカ、キプロス、クレタ島でもゲーム盤が発掘されている。最盛期には迷信的な要素も持つようになり、特定のマスに止まることによって「友達ができる」といった占い的な要素や、ゲームでの成功が将来の現実の自分の成功を表しているといったことが信じられていた。ゲーム・オブ・トゥエンティ（Game of Twenty）と呼ばれる類似の古代ゲームも存在し、現代にも伝わるエジプトの古代ゲーム・セネトにも関連していた。しかし、理由は不明だが古代末期には衰退し、人々に忘れ去られ、一部、インドのコーチンのユダヤ人社会に亜流が伝わっていた程度であった。
1922年から1934年にかけて行われたウーリー卿による発掘調査を皮切りに、ゲームは現代に発見され、その後の考古学的調査によって実態が明らかにされていった。発掘当時においてゲームのルールは不明であったが、バビロニアの律法学者イッティ・マルドゥク・バラートゥ（Itti-Marduk-balāṭu）の粘土板が解読され、紀元前2世紀頃時点でのゲーム内容が記されていることがわかった。1980年代初頭、大英博物館の学芸員アーヴィング・フィンケルは、この粘土板の記録とゲーム盤の形状から、ゲームがどのように行われていたのかを推測し、基本ルールをまとめた。このルールでは、独自のダイス（サイコロ）を振って出た目に応じて盤上の複数の駒を進め、最終的に相手よりも先に自分の駒をすべてゴールさせることを目的とする。現代のバックギャモンに似ており、戦略と運の両方の要素を兼ね備えている。

## 歴史

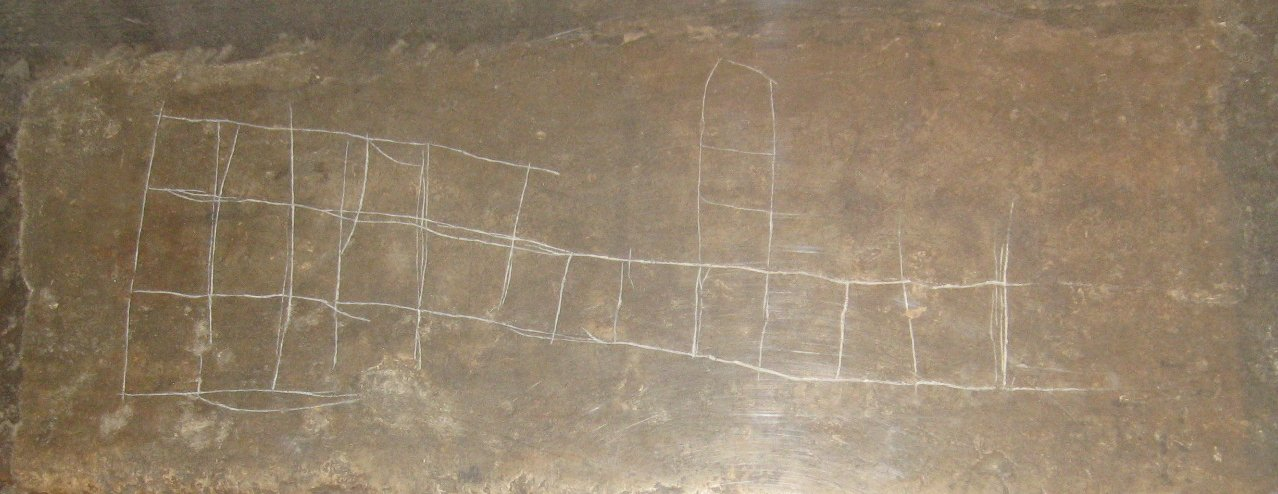
サルゴン2世の宮殿にあったゲームについて描かれたと思われる落書き（大英博物館所蔵）。

「ウル王朝のゲーム」という名称の元となったウルの発掘調査で見つかったものは紀元前2600年から紀元前2400年頃に製作されたものであった（後述）。
このゲームは古代の中東全域で親しまれ、イラク、イラン、シリア、エジプト、レバノン、スリランカ、キプロス、クレタ島といった広い地域でゲーム盤が発掘されている。
ツタンカーメンの墳墓からも、このゲームに非常によく似た4枚のゲーム盤が見つかっている。
これらゲーム盤にはダイスや駒を入れる小さな箱が付属していたが、その多くは裏面がセネトのゲーム盤になっており、1つでどちらも遊べるような工夫が施されていた。
このゲームはすべての社会階級で人気があった。
コルサバド（ドゥル・シャルキン）にあったサルゴン2世（紀元前721年-705年）の宮殿跡にある人の頭と翼を持つ雄牛の像の1つには、おそらく門番が短剣と思われる鋭い物体で刻んだゲームの落書きが発見されている。
やがて迷信的な意味をも持つようになり、バビロニアの律法学者イッティ・マルドゥク・バラートゥ（Itti-Marduk-balāṭu）の粘土板によれば、あるマスに到着することで「友達ができる」「ライオンのように強くなる」「美味しいビールを手に入れられる」といったプレイヤーの将来を漠然と予言するものが記されていた。
すなわち、ゲームでの成功が現実での成功にも繋がると考えられていた。
特定のマスに到着するなど、一見するとランダムな要素に基づく出来事が、神や亡くなった先祖の霊、あるいは自分自身の魂からのメッセージだと解釈された。
2013年に行われた近東各地の古いゲーム盤を100枚近く調査した件では、1200年という期間の中で盤上のマスの配置に大きな変化があったことが判明している。
これは、つまりゲームのルールや遊び方は不変であったわけではなく、時代と共に変化していったことを示している。さらに紀元前1800年頃にメソポタミアからレバントへ、さらに紀元前1600年頃にエジプトへ伝わる中で、盤面のデザインにも小規模な改良があり（マスの追加）、そしてそれら地域からキプロスやヌビアへと伝播していったことも判明した。また、明らかに失敗したと考えられる盤面デザインの改良もいくつか見られる（考古学的記録から特定の盤面デザインの例が1つだけ知られている）。
最終的には古代末期には衰退してしまったが、その理由は不明である。
一説にはバックギャモンに発展したからという説がある。
他方で、初期のバックギャモンの登場によって人気を奪われ、忘れ去られてしまったという説もある。
古代から完全に途絶えていたように考えられていたが、ルールを現代に再現した大英博物館の学芸員であるアーヴィング・フィンケルは、インドのコーチン（Cochin）のユダヤ人社会に近代まで亜流が伝わっていたことを発見した（後述）。このコーチン版は、アーシャ（Aasha）と呼ばれ、メソポタミア版と同じようにマス目は20あったが、配置は少し異なり、また駒の数は7個ではなく12個であった。

## 現代での発見
1922年から1934年にかけて行われた、イギリスの考古学者レオナード・ウーリー卿による古代メソポタミアの都市であったウルの王墓の発掘調査において、5枚のゲーム盤が発見された。
このウル王墓での発掘調査で初めて発見されたために「ウル王朝のゲーム」という名で知られるようになったが、その後、他の考古学調査において他の中東地域でも同様のゲーム盤が発見された。
ウーリーが発見したゲーム盤はいずれも紀元前3,000年頃のものとしているが、大英博物館に所蔵されたものについては紀元前2600年から紀元前2400年頃に製作されたものとなっている。
5枚のゲーム盤はいずれも同じ種類ではあったが、素材は異なり、また装飾も異なっていた。
ウーリーは1949年の著書『The First Phases』において、これら盤のうち、2枚のデザインを再現したものを掲載している。そのうちの1つは、青または赤の中心を持つ貝の円盤を木で覆われた瀝青（天然アスファルト）にセットされた背景からなる比較的単純な造りのものであった。もう1つは赤い石灰岩とラピスラズリを嵌め込んだ貝殻板で完全に覆われた、より手の込んだ造りものであった。
他のゲーム盤には動物が描かれているものがよく見られる。
また、現代にルールを再現し、テーブルゲームの収集家でもあるアーヴィング・フィンケルは、イスラエルの博物館にウル王朝のゲームによく似たゲーム盤があるのを知り、現地に住んでいた姉妹に調査を頼んだ。その結果、それはインドのコーチン（Cochin）地方からイスラエルに移住してきたユダヤ人共同体のものだと判明した。フィンケルは幼い頃にこのゲームで遊んでいたという古老から直接話を伺い、その結果、このゲームが、ウル王朝のゲームの一種であると同定した。フィンケルによれば、中東で人気を失い消える前に、ユダヤ人商人らによってインドに持ち込まれ、独自の進化を遂げたのではないかと推測している。

## 遊び方

### ルールの再現
ウル王朝のゲームが発見された時点では、それがどのようなルールのゲームなのかは不明であった。その後、1980年代初頭に大英博物館の学芸員アーヴィング・フィンケルが、バビロニアの律法学者イッティ・マルドゥク・バラートゥ（Itti-Marduk-balāṭu）の粘土板を翻訳解読した際に、ゲームの内容が書かれていることに気がついた。ただし、この粘土板に書かれた内容は、それ以前にイディン＝ベール（Iddin-Bēl）という別の律法学者が記したルールを元に、バラートゥが遊び方を記したものであり、さらに記した時期はバビロニア文明の衰退期であり、ゲームが作られてからかなり時間が経った後のものである。
この粘土板は、1880年にバビロンの遺跡から発見され、大英博物館に売却されたものであった。
またフィンケルは解読にあたって、アイマール・ド・リーデケルケ＝ボーフォート伯爵の個人コレクションで、ルールが記述されていた別の粘土板も使用した（この粘土板は第一次世界大戦中に破壊されており、残されていた写真から読み取られた）。
この2枚目の粘土板が書かれた年代は不明であったが、考古学者らはバラートゥの石板より数世紀前にウルクで書かれたものだと推定している。
どちらの粘土板にも裏面にゲーム盤の図が描かれており、どのゲームを説明しているか明確である。
これらのルールとゲーム盤の形状から、フィンケルはゲームがどのように行われていたかを再現することができた。

### 基本ルール
ウル王朝のゲームはレースゲームであり、バックギャモンなどの現代にも残るテーブルゲーム類のルーツだと考えられている。
このゲームではチェッカーで使うような形状の駒を7個2セット使って遊ぶ。
駒の1セットは白地に黒の点が5つあるものであり、もう1セットは黒地に白の点が5つあるものがある。
ゲーム盤は4✕3のマス目からなる長方形と、2✕3のマス目からなる長方形と、それらを結ぶ1✕2のマス目の長方形（狭い橋）から構成される（右図参照）。
このゲームは運と戦略の両方の要素が含まれている。
駒を移動させるには四面体（正三角錐）のダイスを4つを用いる。各ダイスの4つの角のうち2つには印があり、4つのダイスを振って、上面となった角の印の数の合計の出目が、自分のターンに駒を移動できる数となる（よって出目は1回に0～4の間となる）。
1回のゲームは30分ほどであり、非常に激しいものになる可能性がある。
ゲームはしばしば予測不可能であるが、最終的には必ず勝敗が決着する。
ゲームの目的は、プレイヤーが自分の駒7個すべてをコースに沿って動かし、相手より先にすべてゴールさせ、盤上より取り除くこと（ベアオフ）を目指す（コースについては右図に2種類示す）。
自駒を盤上から取り除くには、プレイヤーはコースの終わりまでの残りのマス目に1足した振り目を出さなければならない。
振り目がこの数字より高くても低くても、盤上から自駒を取り除くことはできない。
現存するすべてのゲーム盤において両プレイヤーのコースは互いに（線対称で）同一である。
盤の中央にある直線上の8マスは互いのコースが重複する箇所であり、ここで相手の駒が既にあるマスに自駒が止まると、相手駒を「捕獲」して盤上から取り除くことができる。捕獲で取り除かれた駒は最初からコースをやり直さなければならない。
対してコースが重複しないマスでは捕獲される心配はない。
つまり、コース上には「安全」マスが6つ、「戦闘」マスが8つあることを意味する。
プレイヤーはダイスを振って出た目の数だけ任意の駒を移動させるか、まだ未投入の駒がある場合に、これを追加することができる。
ただし、1つのマスに複数の駒を置くことはできない。よって、一度に多くの駒を盤上に投入させるとプレイヤーの機動力が損なわれる。
出目の結果、相手駒を捕獲できる自駒がいても、別の駒を動かしてもよい。
ただし、それが不利な結果になったとしても、必ず可能な限り、いずれかの自駒を動かさなければならない。
現存するゲーム盤のすべてには、列の中央のマスに色の付いた「ロゼッタ」（花のマークのマス）がある。
フィンケルによる再現ルールによれば、このロゼッタに止まっている駒は捕獲できない。また自身のコース上に3か所あるロゼッタのいずれかに駒が止まると、もう一度、ダイスを振ることができるとしている。

### 賭博要素
ある発掘調査ではウル王朝のゲームのセットと一緒に21個の白い玉が発見された。
この玉はおそらく賭けをする場合に用いられていたと考えられている。
イッティ・マルドゥク・バラートゥの粘土板によれば、プレイヤーは花のマス（ロゼッタ）を止まらずに通過するたびにポットにトークンを貯める。そしてロゼッタに止まった場合に、そのトークンを回収することができた。

## ゲーム・オブ・トゥエンティ

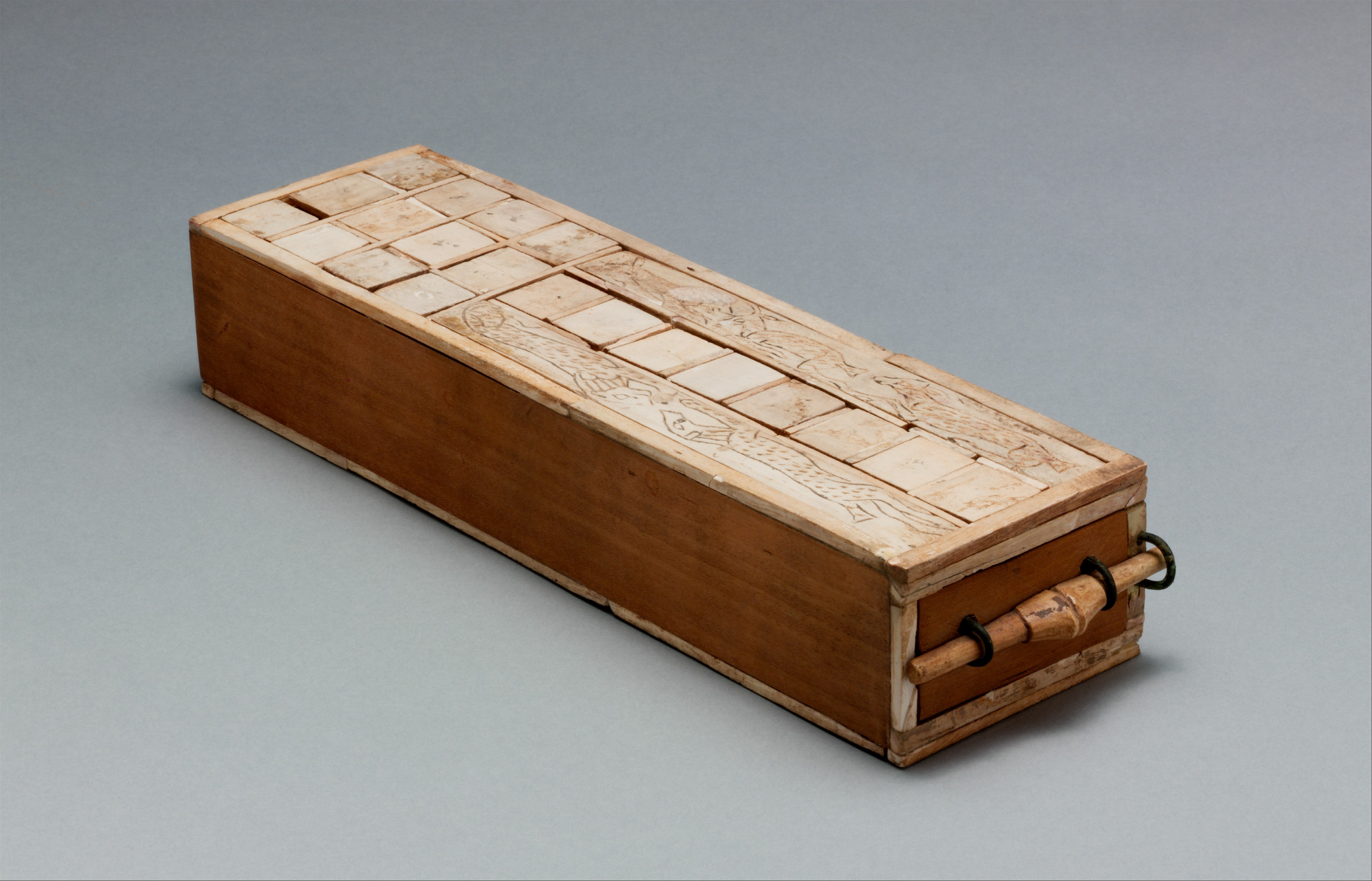
紀元前1635年から紀元前1458年に製作されたセネトとゲーム・オブ・トゥエンティの2種類が遊べるゲーム盤（箱）。

ゲーム・オブ・トゥエンティ（Game of Twenty、直訳：20ゲーム）またはゲーム・オブ・トゥエンティ・スクエア（Game of Twenty Squares、直訳：20マスゲーム）と呼ばれる、ウル王朝のゲームに類似した古代のゲームがある。
エジプトの有名なボードゲームであるセネトの、ダイス・駒の収納とゲーム盤を兼ねた箱の反対側には、このゲーム・オブ・トゥエンティの盤が配置されていることがよくある。およそ紀元前1500年から紀元前300年の間に製作され、エジプトだけではなく、バビロン、メソポタミア、ペルシャといった地域でも遊ばれたことが知られている。盤面はウル王朝のゲームと同じく3×4マスの四角形と、四角形の中央列から突き出た8マスの列（アーム）で構成される。花のマス（ロゼッタ）は5つある。詳しいルールは不明だが、プレイヤーは5つの駒をアーム部から四角形の側面部へ向かわせてベアオフをすることを目的としたものと思われる。また、アーム部では相手の駒を落とすという要素もあったと考えられる。